# Joe Dispenza
Joe Dispenza (* 1962) ist ein internationaler Referent, Chiropraktiker und Schriftsteller aus den Vereinigten Staaten.

## Beruflicher Werdegang
Joe Dispenza studierte Chiropraktik an der Life University in Atlanta (Georgia) und erwarb den Titel DC (Doktor der Chiropraktik). Im Rahmen von Aufbaustudiengängen befasste er sich unter anderem mit Themen wie der Funktionsweise des Gehirns und Gedächtnisbildung, Zellbiologie, Neurowissenschaften und Neuroplastizität.
Er hält Vorlesungen an der Quantum University in Hawaii, am Omega Institute for Holistic Studies in Rhinebeck (New York), und am Kripalu Center for Yoga and Health in Stockbridge (Massachusetts). Er ist außerdem eingeladener Vorsitzender des Forschungsausschusses der Life University in Atlanta (Georgia).
In seinen als Retreats bezeichneten Veranstaltungen kombiniert er Unterricht, Show und Meditation. Er bietet auf seiner Website auch Online-Kurse an.
Dispenza hat mehrere Bücher geschrieben, die in verschiedene Sprachen übersetzt wurden, und einige Sammlungen von Meditationen veröffentlicht.

## Anschauungen und Lehren
Joe Dispenza lehrt nach eigener Aussage, wie man sein Potenzial besser nutzen kann, und propagiert Ideen, die sich auf die Kraft des Geistes zur Heilung des Körpers, zur Manifestation von Wünschen und zur Veränderung der Realität durch Meditation und positives Denken beziehen. Er verbindet diese spirituellen Praktiken u. a. mit Erkenntnissen aus den Neurowissenschaften, der Epigenetik und der Quantenphysik. Empirische Nachweise für seine Informationen liefert er nicht.

## Methoden
Joe Dispenza wendet verschiedene Techniken an, welche helfen sollen, alte Denkmuster und Überzeugungen zu überwinden. Einige seiner Methoden sind Meditationen, Visualisierungen, Atemübungen sowie Arbeit mit den Energiezentren des Körpers. Auf seiner persönlichen Website verweist er auf diverse Studien, welche die Wirksamkeit seiner Methoden untermauern sollen.

## Kritik
Joe Dispenza ist eine umstrittene Figur im Bereich der Selbsthilfe und der alternativen Medizin. Viele seiner Ansätze und Behauptungen werden von der konventionellen Wissenschaft nicht unterstützt. Seine Methoden versprechen Selbstverwirklichung und sogar Heilung schwerer Krankheiten wie Krebs.
Kritiker warnen davor, dass Dispenzas unrealistische Versprechungen und Berichte von angeblichen Spontanheilungen dazu führen könnten, dass Menschen im Glauben, schwere Krankheiten allein mit dem Verstand heilen zu können, konventionelle medizinische Behandlungen ablehnen. Viele Experten betrachten Joe Dispenza aufgrund seiner übertriebenen Behauptungen und des Mangels an wissenschaftlicher Beweise als Pseudowissenschaftler. Physiker Titus Neupert erklärt in der SRF-Sendung Puls vom 4. Dezember 2023, dass die von ihm präsentierten Konzepte keine wissenschaftliche Grundlage haben und daher nicht als fundiert angesehen werden können.

## Veröffentlichungen

### Schriften (Auswahl)
In deutscher Sprache erschienen:
- Schöpfer der Wirklichkeit. Der Mensch und sein Gehirn – Wunderwerk der Evolution. Koha, Burgrain 2010, ISBN 978-3-86728-136-2 (engl. Evolve Your Brain).
- Ein neues Ich. Wie Sie Ihre gewohnte Persönlichkeit in vier Wochen wandeln können. Koha, Burgrain 2012, ISBN 978-3-86728-196-6 (engl. Breaking The Habit of Being Yourself).
- Du bist das Placebo. Bewusstsein wird Materie. Koha, Burgrain 2014, ISBN 978-3-86728-263-5 (engl. You Are The Placebo).
- Werde übernatürlich. Wie gewöhnliche Menschen das Ungewöhnliche erreichen. Koha, Burgrain 2017, ISBN 978-3-86728-325-0 (engl. Becoming Supernatural).

### Filme
- Heal ist ein Dokumentarfilm aus dem Jahr 2017 und konzentriert sich auf Geist-Körper-Interventionen. Er folgt nebst Dispenza noch weiteren Personen, die diese Techniken nach der Diagnose einer Krankheit erfolgreich angewendet haben sollen.[18]
- Joe Dispenza ist bekannt für seinen Auftritt im 2004 veröffentlichten Film What the Bleep do we (k)now!?, welcher Dokumentar- und Spielfilmelemente kombiniert und Themen wie Quantenphysik und Bewusstsein behandelt.
- SOURCE - It's Within You ist ein 2024 veröffentlichter Dokumentarfilm über die Arbeit von Joe Dispenza.[19]